# Condado de Amelia
O Condado de Amelia é um dos 95 condados do estado americano de Virgínia. A sede do condado é Amelia, e sua maior cidade é Amelia. O condado possui uma área de 929 km² (dos quais 5 km² estão cobertos por água), uma população de 11 400 habitantes, e uma densidade populacional de 12 hab/km² (segundo o censo nacional de 2000). O condado foi fundado em 1735. Faz parte da região metropolitana de Richmond